# Disulfoton
Disulfoton – organiczny związek chemiczny, insektycyd fosforanoorganiczny należący do grupy estrów kwasu tiofosforowego, akarycyd oraz inhibitor acetylocholinoesterazy. Jest rozpylany na uprawach tytoniu, trzciny cukrowej, ziemniaków, kukurydzy w celu zwalczania mszyc, wciornastków i przędziorków.

## Zagrożenia
Disulfoton wykazuje wysoko toksyczne działanie w przypadku spożycia lub wchłonięcia przez skórę. Może powodować podrażnienie skóry, oczu, błon śluzowych i dróg oddechowych. Podczas pożaru wydzielają się toksyczne pary w postaci tlenku węgla, tlenków fosforu i gazowego siarkowodoru.
Przy przewlekłym narażeniu disulfoton może wykazywać działanie mutagenne. Zaobserwowano nieplanowaną syntezę DNA w fibroblastach u człowieka oraz mutacje w komórkach somatycznych (limfocytach) u myszy.
Amerykańska Agencja Ochrony Środowiska ograniczyła w Stanach Zjednoczonych użycie tej substancji. Forest Stewardship Council zakazała używania tej substancji w certyfikowanych przez tę organizację lasach i plantacjach oraz zakwalifikowała disulfoton jako „skrajnie niebezpieczny” (klasa IA według Światowej Organizacji Zdrowia).